# Ruth Gbagbi
Ruth Gbagbi (Abidjan, 7 febbraio 1994) è una taekwondoka ivoriana.

## Carriera
Ruth Gbagbi partecipò per la prima volta alle Olimpiadi a Londra 2012 dove venne però eliminata al primo turno da Helena Fromm. 
Nel 2016 vinse la medaglia di bronzo alle Olimpiadi di Rio de Janeiro 2016 battendo nell'incontro valido per la medaglia di bronzo Farida Azizova. 
Nel 2021 vinse la medaglia di bronzo alle Olimpiadi di Tokyo 2021 battendo nell'incontro valido per la medaglia di bronzo Milena Titoneli.

## Palmarès
- Giochi olimpici

Rio de Janeiro 2016: bronzo nei 67 kg.
Tokyo 2020: bronzo nei 67 kg.